# 古宮吾一
古宮 吾一（こみや ごいち、3月18日 - ）は日本の男性声優。神奈川県出身。以前はケンユウオフィス、メディアフォース（2010年12月まで）に所属していた。東京アナウンスアカデミー、Talk back東京校2期卒業。

## 出演作品

### テレビアニメ
2004年
- 最遊記RELOAD GUNLOCK
- しましまとらのしまじろう（ヨータの父）
- はっけん たいけん だいすき!しまじろう（くま）

2009年
- 涼宮ハルヒの憂鬱（2009年版）（お面屋のおじさん）
- チェブラーシカ あれれ?（配達員）
- プリンセスラバー!（武装兵）

### 劇場アニメ
2010年
- チェブラーシカ

### ゲーム
2003年
- スター・ウォーズ ローグ スコードロン III

2010年
- ニード・フォー・スピード ホット・パースート

### 吹き替え

#### 映画
2005年
- コモドVSキングコブラ
- ウェディング・クラッシャーズ（ランドルフ〈ロン・カナダ〉）

2007年
- ウォー・オブ・ザ・デッド（ジョージ）
- フランドル

2008年
- ダーウィン・アワード
- フライト・デスティネーション（リーアム〈マイケル・エクランド〉）

2009年
- アフロ忍者
- インクレディブル
- エンバー 失われた光の物語
- ザッツ★マジックアワー ダメ男ハワードのステキな人生
- JIGSAW デス・マシーン（マーティン）
- シティ・オン・ファイアー（トム〈レス・ヒル〉）
- スーパーエージェント 美女奪還大作戦!!（ニコラス〈マルセロ・デ・ベリス〉）
- センター・オブ・ジ・アース ワールド・エンド（フリーボーン〈ダミエン・パックラー〉）

2010年
- リベンジ

2011年
- ゼブラ軍団 ※ソフト版

#### テレビドラマ
2007年
- ER ⅩⅡ 緊急救命室 #5（ハッサン〈デンゼル・ウィッテカー〉）

2010年
- クリスマスに雪は降るの?
- コールドケース6
- ロードナンバーワン（マニョン）

#### アニメ
2007年
- ベン10（スワット）

2010年
- プチバンピ（大蛇）